# Flore d'Auvergne
Flore d'Auvergne (abreviado Fl. Auvergne) es un libro con ilustraciones y descripciones botánicas que fue escrito por el religioso, geólogo, botánico y briólogo francés Antoine Delarbre. Fue editado el año 1795 con el nombre de Flore d'Auvergne, ou Recueil des plantes de cette ci-devant province, par A. Delarbre,... Suivi de la Description du lac de Pavin.